# 서노마다람쥐
서노마다람쥐(Neotamias sonomae)는 다람쥐과에 속하는 설치류의 일종이다. 미국 캘리포니아주 북서부 지역의 토착종이다.

## 아종
2종의 아종이 알려져 있다.
- Neotamias sonomae sonomae
- Neotamias sonomae alleni